# Holywell-cum-Needingworth
Holywell-cum-Needingworth – civil parish w Anglii, w Cambridgeshire, w dystrykcie Huntingdonshire. W 2011 civil parish liczyła 2517 mieszkańców.